# Готичний реформатський храм (Четфалва)
Готичний реформатський храм — дерев'яна церква, яка знаходиться у селі Четфалва, Берегівського району, Закарпатської області, пам'ятка архітектури національного значення (№ 182).

## Архітектура
Кам'яний готичний костел XV століття, що складається з абсиди і нава, обривається високим трикутним фронтоном.  Храм побудований з каменю на вапняному розчині, зовні і зсередини обштукатурений і побілений. У плані пам'ятник являє однонавову базиліку з п'ятигранними хором, відокремленим від нави аркою стрілчастої форми. Південно-західний кут укріплений кам'яним контрфорсом, перекритий двосхилим дахом крутого ухилу. Хори розташовані у західній і північної стін на дубових різьблених стовпчиках. Дерев'яна стеля розбита на кесони. 
Впритул до західної стіни церкви прилягає дзвіниця, побудована в XVIII столітті. За своїми архітектурними формам дзвіниця нагадує оборонні вежі Чехії, Німеччини минулих століть.  Дерев'яна, квадратна в плані, каркасної конструкції, двох'ярусна. Перший ярус оточує опасання на стовпчиках з розкосами, обшите дошками. Перший ярус виконує роль вхідної брами.  Другий ярус виконаний у вигляді високої вежі з підсябиттям, прикрашеним по низу різьбленням і аркадою-голосниць вгорі. Нижній ярус вежі ширший ніж верхній і відокремлений від нього похилим дахом. В оборонних вежах такий дах мав функціональне призначення, від нього відскакували кидані на обложників крізь отвори в підлозі галереї різні предмети. У дзвіниці галерея-підсябиття і похилий дах мають вже суто декоративний характер.  Дзвіницю перекривають чотирьохскатний дах, що переростає в високий гранований шпиль, покритий лемешем. Висота шпиля майже дорівнює висоті вежі. 
Дзвіниця у Четфалві — шедевр теслярського мистецтва. Майже 30-метрова дзвіниця вважається чи не найвищою серед своїх посестер на Закарпатті.  Її каркасна конструкція не має собі рівних серед дерев'яних споруд подібного роду в Україні. Щоб у цьому переконатися, варто лише увійти під її покров і подивитися на її «скелет», що складається з шістнадцяти несучих опор і незліченних розкосів і зв'язків. Щоб звести таку будівлю, необхідно було мати не тільки великий досвід, але і величезну художню фантазію. Сучасні математичні обчислення довели, що інженерне рішення цієї дзвіниці, яке забезпечило її стійкість, бездоганно. Вежа стоїть прямо на землі, у неї немає ні вкопаних паль підстави, ні фундаментів. Замість них по периметру будівлі розташовано ряд каменів, а на них - обв'язка з колод, на яку поставлені несучі стовпи. Висота дзвіниці не перевищує 30-ти метрів. Вона має прості короткі пропорції (її вінчання і власне дзвіниця мають відношення 1:1), але в просторовому сприйнятті здається, ніби завершення нижче. Низ цієї споруди являє собою відкритий каркас, захищений від дощів широким опасанням. Над ним піднімається струнка вежа з декоративним підсябиттям, кінці дощок обшивки якого, мають фігурні вирізи, створюють візерунчастий малюнок. Над підсябиттям проходить аркатура з трилопатевих арок, шатрова покрівля якої за пружною кривої переходить в височенний шпиль гострого малюнка. У підстави шпиля дзвіниці розташовані чотири мініатюрні башточки з маленькими шпилями. Ці башточки створюють контраст, візуально збільшують масштаб центрального шпиля і надають вінчанню надзвичайну ошатність. 

## Історія
У 1645 році в місцевій хроніці йдеться про міцну реформатську громаду, якій належав простої форми храм XV сторіччя, що давніше був католицьким. Храм вимуровано з каменю, зовні й всередині стіни поштукатурено і побілено. Наву накрито високим двосхилим дахом, п’ятигранне приміщення вівтаря значно менше і вужче, відділене від нави стрілчастою аркою. Південно-західний кут зміцнено контрфорсом. 
Кам'яний костел походить, за останніми даними, ще з XV століття, а дзвіницю поставили біля його фасаду у XVIII столітті. Дзвіницю могли збудувати у 1753 році, коли відбулася значна перебудова храму. Вхід до церкви веде через нижній ярус дзвіниці, крізь закриту галерею, сполучену з входом на західному фасаді.
Церкву й дзвіницю ідеально відреставровано у кінці 1990-х років: дзвіницю оббито новим ґонтом, стіни церкви побілено, а металеве покриття дахів замінено ґонтовим. 

## Інтер'єр
Кам'яний храм розташований посеред великого села з щільною забудовою. Поруч з ним стоїть дерев'яна дзвіниця у вигляді оборонної вежі. Однонавовий кам'яний храм XVIII століття має грановану абсиду. Найбільший інтерес представляє його інтер'єр, вірніше декоративні розписи його стелі. Бо сам він скромний: білі стіни, в наві — лавки, у вівтарі — звичайний стіл замість престолу. Північні стіни нави й святилища не мають вікон, південні стіни прорізано вузькими готичними вікнами.  Розписи перекриття храму — одне з чудових творів народного мистецтва. Стелі дерев'яні. Майстер Шандор Ференц виконав теслярські роботи, а безіменний майстер — мальовничі. Ці розписи становлять великий інтерес не тільки як унікальний пам'ятник монументального декоративного живопису, але і як свідчення творчих зв'язків українського та угорського мистецтва. 
Мурований готичний костел ховає у своїх стінах справжнє диво, яке, знову таки, не має аналогів в Україні. Дерев'яна стеля нави розділена на дещо нерівні за розмірами і формою квадрати, по 10-ть штук у довжину та 6-ть — в ширину. Всі ці 60 кесонів заповнені яскравими орнаментальними композиціями, з яких повторюються лише дві. 
Як свідчить дата в одному з кесонів, стелю оздоблено у 1753 році. Теслярські роботи виконав майстер Шандор Ференц, розмалював стелю або він, або інший, невідомий майстер. Квадратні щити із дощок, прикрашені живописом, вже в готовому вигляді без певного порядку змонтовані на стелі. Ймовірно, роботи велися таким чином, спочатку все поле щита зафарбовували білою або вохристо-коричневою або чорною фарбою. Потім, залежно від кольору тла, майстер виконував на ньому орнамент у певній гамі: на темному тлі — світлих тонів, а на світлому — яскравих і інтенсивних. 
Стеля в абсиді розписана на 20-ть років пізніше і відрізняється за орнаментами і колоритом. Ця розписна стеля — неповторний витвір народного декоративного мистецтва. 

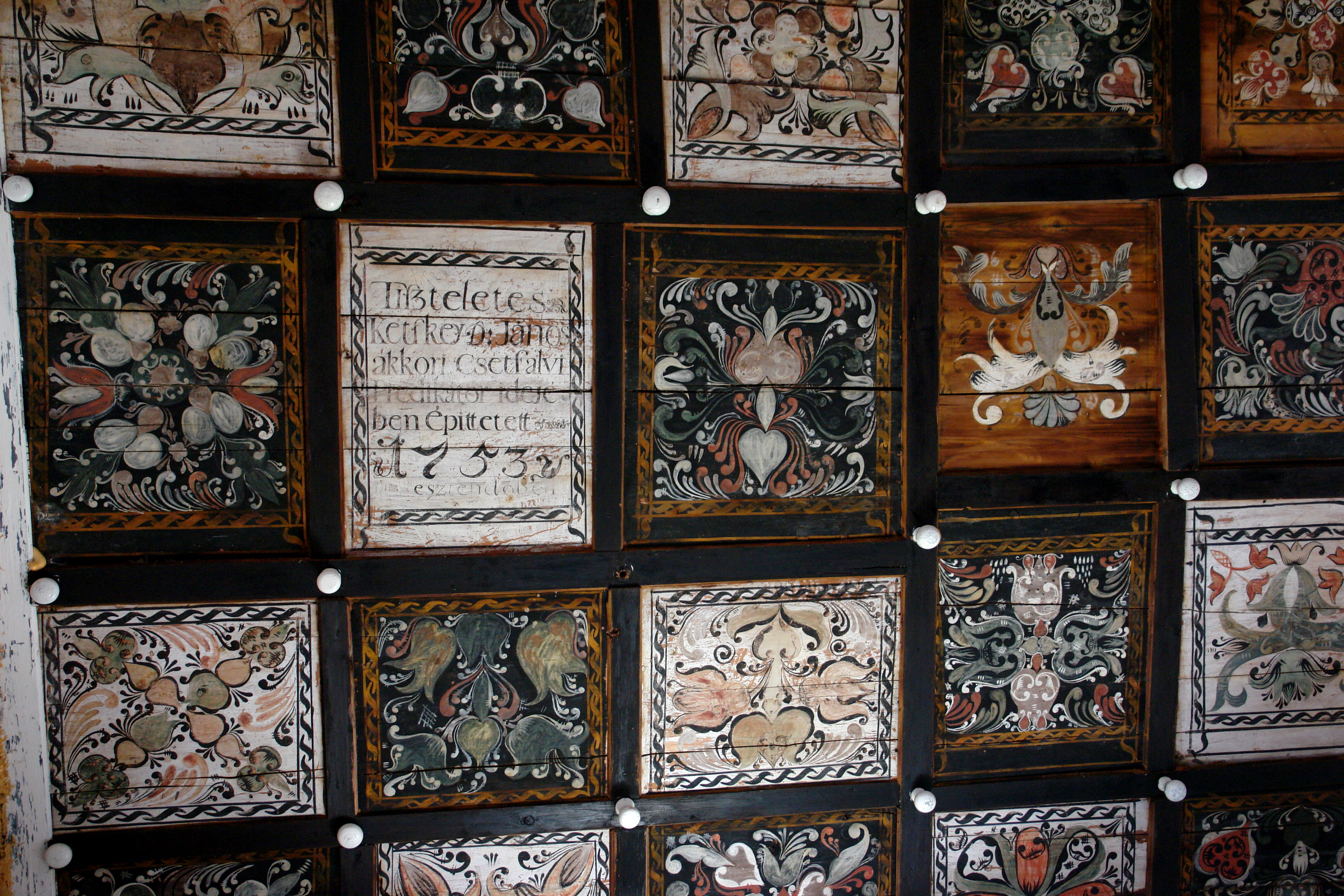
Стеля

Кесони трохи відрізняються розмірами один від іншого, завдяки чому в розбивці відсутня сухість і шаблон. Всі шістдесят кесонів заповнені декоративними орнаментальними композиціями. В одному з них поміщена дата — 1753 рік, а в іншому — зроблено напис, в якій повідомляється ім'я жертводавця і виконавця — Шандора Ференца і зображений теслярський інструмент — рубанок. 
Рослинна орнаментація в кожному кесоні являє собою абсолютно самостійну композицію. Одні з них — їх вісім — побудовані по двох осях симетрії, інші — їх дев'ятнадцять — по одній, нарешті, одна композиція абсолютно не має осей симетрії. Розпис стелі в цілому справляє враження величезної української плахти, в якій за малюнком в шашку компонуються окремі квадрати.  Оригінальне перекриття нави сприймається як строкатий килим, витканий руками народних умільців. 
Особливу красу розпису надає матова поверхня живопису, а також фони квадратів: білий, глибокий оксамитовий, чорний і вохристо-коричневий. Червоні, білі, жовті, зелені, охристо-рожеві, сіро-блакитні і ніжно-жовті орнаменти вражають своєю різноманітністю і неповторністю. Їх малюнки мають аналогії не тільки з мотивами прикрас Євангелія XVII століття з Негровця, але і з розписами українських хат, а також мисників, скринь, посуду і інших предметів ужитку. Це вказує на джерела, якими користувався і якими надихався прекрасний художник-декоратор, який оформив стелю храму в Четфалві. 
Розписи стелі у вівтарі виконані по світлому тлу і не мають того монументального характеру, як розписи нава, вони сухіші і свідчать про те, що декоративне мистецтво у XVIII столітті починає занепадати. 